# 4472 Navashin
4472 Navashin eller 1980 TY14 är en asteroid i huvudbältet som upptäcktes den 15 oktober 1980 av den rysk-sovjetiske astronomen Nikolaj Tjernych vid Krims astrofysiska observatorium på Krim. Den har fått sitt namn efter Mikhail S. Navashin.
Asteroiden har en diameter på ungefär 5 kilometer